# 吉田兄弟
吉田兄弟（日語：吉田兄弟）是日本一支津輕三味線演奏兄弟組合，出生於北海道登別市。

## 簡歷
吉田兄弟成員包括身為兄長的吉田良一郎（1977年7月26日—）和弟弟吉田健一（1979年12月16日—），出生於日本北海道登別市。由於其父渴望成為津輕三味線樂師而未能如願，故讓兄弟二人自幼師從演奏家安達孝華學習這種樂器。除此之外，兩人也使用鼓及合成器。1989年起隨三味線大師初代·佐佐木孝學習，曾在多項重要的全日本津輕三味線大賽中獲獎。
1999年推出的首張唱片《Ibuki》，銷量超過10萬張（並於2001年獲金唱片殊榮）。2000年參加NHK紅白歌合戰，並自2002年起連續3年舉行日本全國巡迴演奏會。2003年8月於美國推出首張海外專輯《吉田兄弟》，並於同年10月在紐約和洛杉磯演出，引起廣泛注意。他們也曾赴丹麥、瑞典作音樂交流。2006年則在西班牙、香港舉行演奏會。2009年於台灣舉行演奏會。
他們早期的樂曲《萌芽》獲採用作電影《藝伎回憶錄》的宣傳音樂，其他作品也曾登上iTunes下載榜的第11位。
任天堂出產的Wii於2006年北美上市時也採用了吉田兄弟的作品《鼓動》(Kodo) 混音版本在美國做宣傳。

## 風格
吉田兄弟被多數樂評認為他們成功揉合傳統鄉謠民樂和爵士樂、搖滾樂、科技樂器等元素。《環球人》形容他們風靡世界，也展示音樂的變化不等於捨棄傳統。《波士頓環球報》、《紐約時報》均形容其音樂充滿爆炸力、激情和勁道。
他們的形象也是傳統與現代結合：表演時身穿傳統和服和武士褲，手持傳統樂器，但頭髮卻緊貼潮流地染成了淺棕色。

## 作品

### 專輯
（日本發行）
- 《いぶき》（1999年）
- 《Move》 （2000年）
- 《Soulful》（2002年）
- 《Frontier》（2003年）
- 《Renaissance》（2004年）
- 《YOSHIDA BROTHERS》（2005年）
- 《飛翔 三味線だけの世界Vol.1》（2006年）
- 《全国ツアー2006 『飛翔』 実況完全録音盤》（2007年）
- 《Prism (プリズム)》（2009年）
- 《Another Side Of Yoshida Brothers》（2009年）

（美國發行）
- 《Yoshida Brothers》（2003年）
- 《Yoshida Brothers II》（2004年）
- 《Yoshida Brothers III》（2006年）

### 單曲
- 《Storm》 （2002年）
- 《Sunrise》（2005年）
- 《Rising》（2005年）

## 外部連結
- 吉田兄弟官方網頁 （页面存档备份，存于）（英文）
- 吉田兄弟官方網頁 （页面存档备份，存于）（日語）